# Murski Črnci
Murski Črnci (mađarski Muracsermely, njemački Deutschendorf) je naselje u slovenskoj Općini Tišini. Murski Črnci se nalazi u pokrajini Prekomurju i statističkoj regiji Pomurju. 

## Stanovništvo
Prema popisu stanovništva iz 2002. godine naselje je imalo 375 stanovnika.